# Linnaemya zhangi
Linnaemya zhangi är en tvåvingeart som beskrevs av Zhao och Zhou 1993. Linnaemya zhangi ingår i släktet Linnaemya och familjen parasitflugor.
Artens utbredningsområde är Yunnan (Kina). Inga underarter finns listade i Catalogue of Life.